# Capi (football)
Pour les articles homonymes, voir Capi.
Jesús Capitán Prada dit Capi est un joueur de football espagnol né à Camas, dans les environs de Séville.
Il a effectué la majeure partie de sa carrière au Betis Séville, hormis une saison au Grenade CF. En juillet 2010, il quitte son club de toujours pour rejoindre le Xerez CD.

## Palmarès
- Betis Séville
  - Vainqueur de la Coupe du Roi en 2005.